# 圣马尔拉布里耶尔
圣马尔拉布里耶尔（法語：Saint-Mars-la-Brière，法語發音：[sɛ̃ maʁ la bʁijɛʁ]）是法国萨尔特省的一个市镇，属于马梅尔斯区。

## 地理
圣马尔拉布里耶尔（48°1'45"N, 0°22'22"E）面积34.69 平方千米，位于法国卢瓦尔河地区大区萨尔特省，该省份为法国西北部内陆省份，北起顺时针与奥恩省、厄尔-卢瓦省、卢瓦-谢尔省、安德尔-卢瓦尔省、曼恩-卢瓦尔省和马耶讷省接壤，是法国大西部的入口，连接卢瓦尔河谷、布列塔尼和巴黎盆地。
与圣马尔拉布里耶尔接壤的市镇（或旧市镇、城区）包括：蒙福尔勒热努瓦、苏利特雷、梅里兹河畔阿尔德奈、尚帕涅、尚热、法蒂讷、帕里涅莱韦克、圣科尔内耶。

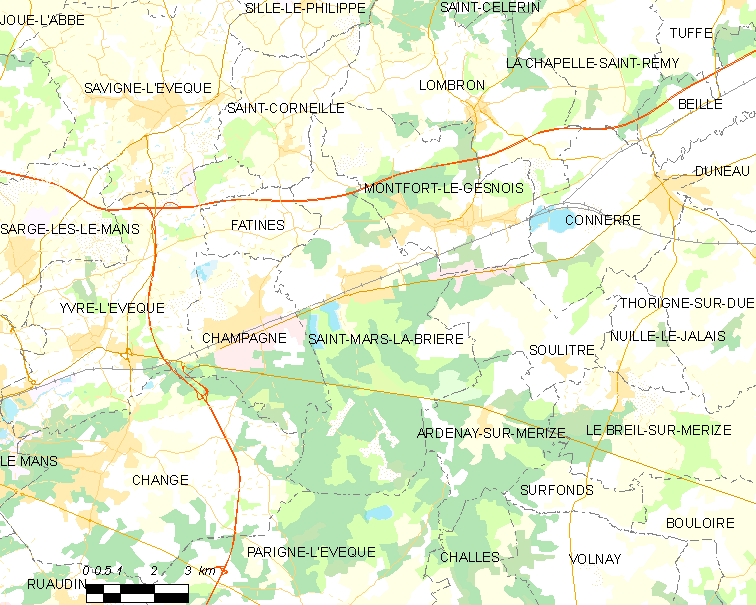
圣马尔拉布里耶尔的OSM定位图

圣马尔拉布里耶尔的时区为UTC+01:00、UTC+02:00（夏令时）。

## 行政
圣马尔拉布里耶尔的邮政编码为72470，INSEE市镇编码为72300。

## 政治
圣马尔拉布里耶尔所属的省级选区为萨维涅莱韦克县。

## 人口

1962-2008年间圣马尔拉布里耶尔人口变化图示

圣马尔拉布里耶尔于2022年1月1日时的人口数量为2712人。